# ニコライ・マカロフ
ニコライ・エゴーロヴィチ・マカロフ（Никола́й Его́рович Мака́ров、Nikolai Egorovich Makarov、1949年10月7日 - ）は、ロシア連邦の軍人。上級大将。シベリア軍管区司令官を経て、2008年から2012年までロシア連邦軍参謀総長。リャザン州グレボヴォ村出身。

## 経歴
1971年、モスクワ高等諸兵科共通指揮学校を卒業。駐独ソビエト軍集団において、小隊、中隊、大隊を指揮。
1979年、M.V.フルンゼ軍事アカデミー卒業後、ザバイカル軍管区において、連隊参謀長、連隊長、自動車化狙撃師団の参謀長、師団長を歴任。
1993年、ロシア連邦軍参謀本部軍事アカデミーを卒業し、駐タジキスタン・統合ロシア軍集団参謀長、沿ヴォルガ軍管区の独立軍参謀長、軍司令官。1998年1月から、バルト艦隊地上・沿岸部隊司令官。1999年9月からモスクワ軍管区参謀長。
2002年12月25日、シベリア軍管区司令官に任命。2005年5月8日、上級大将に昇進。
2007年4月、ロシア連邦軍兵器部長/国防次官。
2008年6月、国防次官からロシア連邦軍参謀総長/国防第1次官に就任。
2012年11月、国防省の汚職疑惑を受けた組織刷新により参謀総長を解任。